# Benckendorff (Adelsgeschlecht)

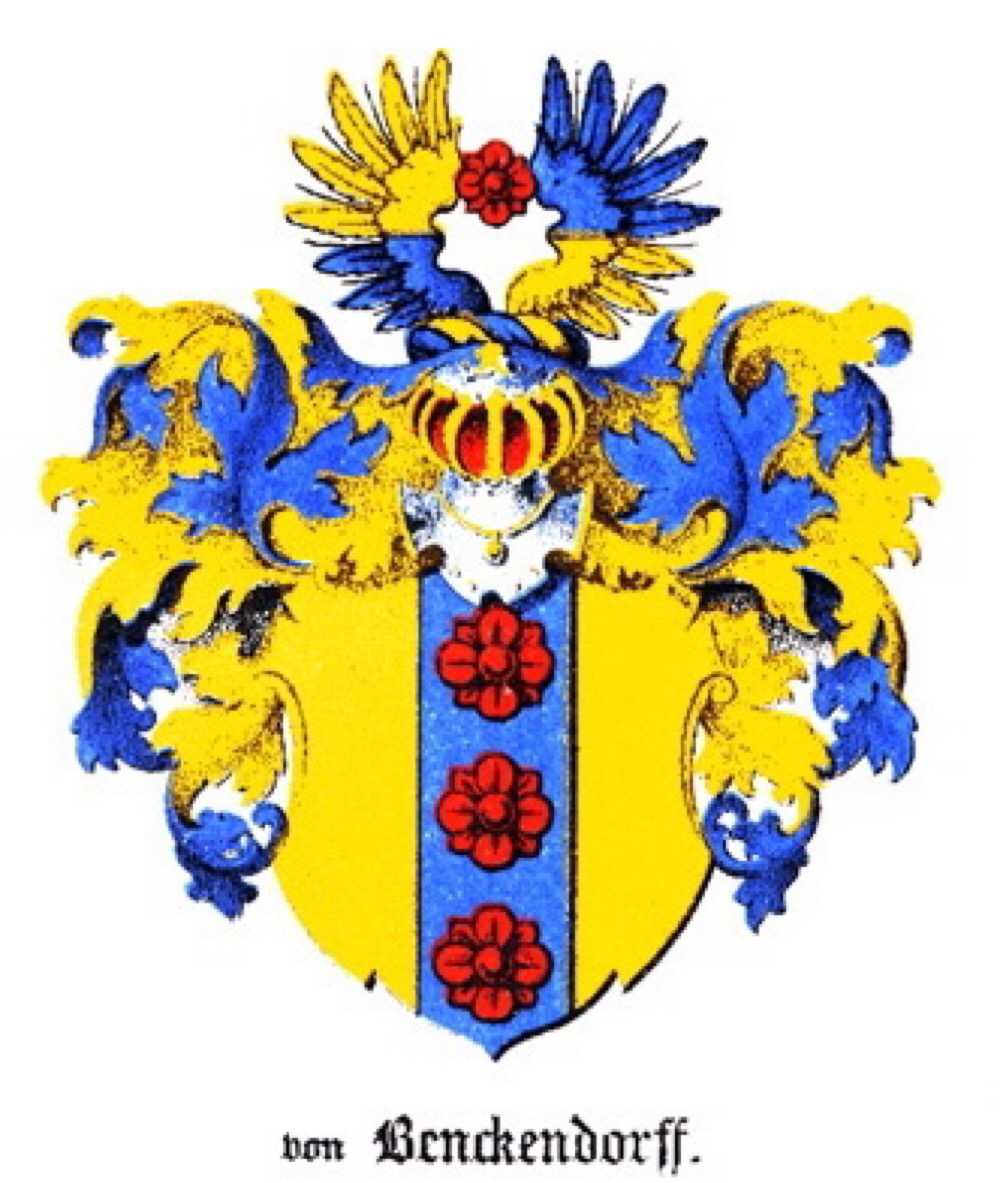
Wappen derer von Benckendorff (Estland)

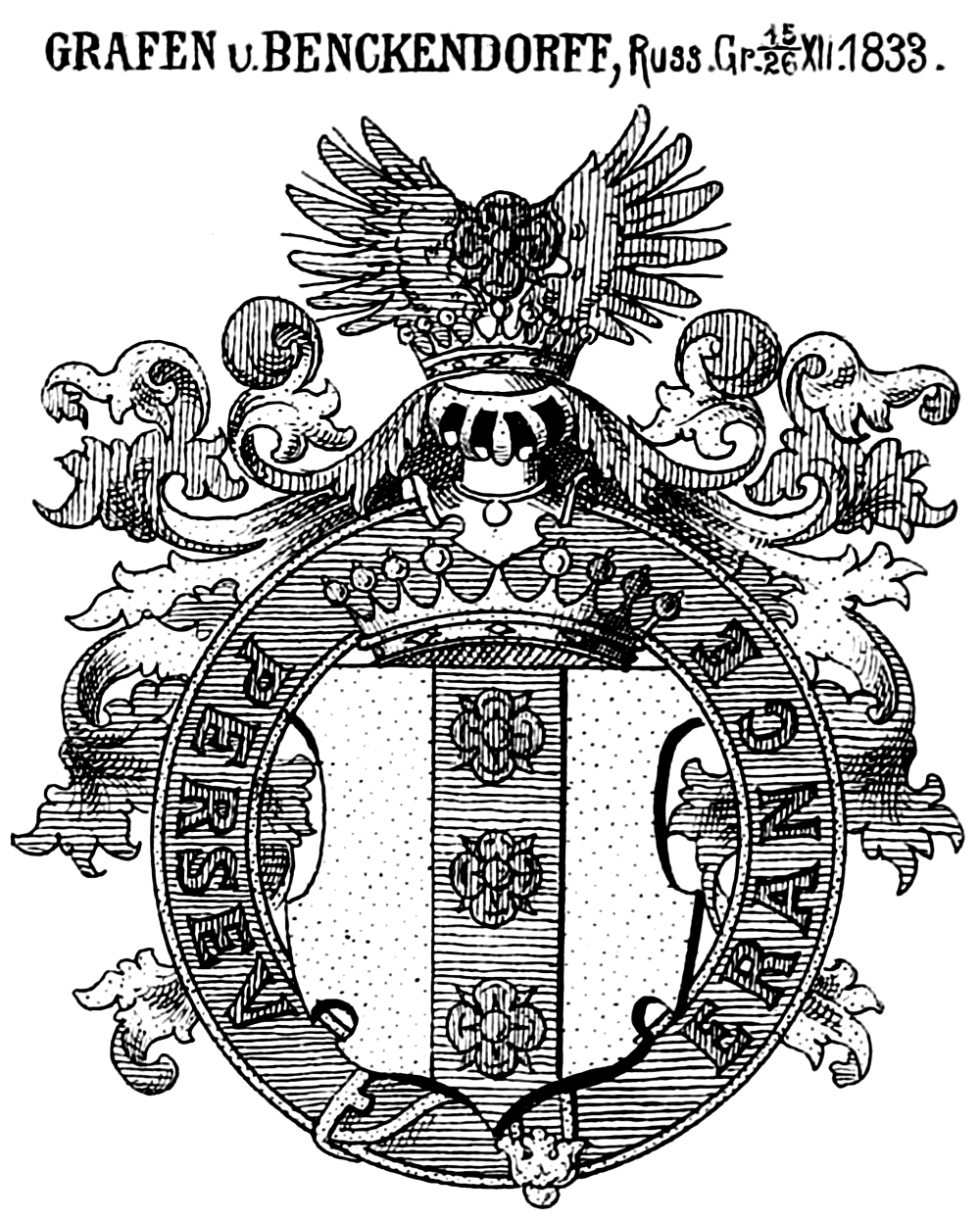
Wappen der Grafen von Benckendorff

Benckendorff ist der Name eines deutsch-estländisch-schwedischen Adelsgeschlechts, dessen Herkunft in der Hansestadt Salzwedel (Altmark) lag. Die Benckendorffs wurden im 18. Jahrhundert in die Baltischen Ritterschaften aufgenommen. Sie lebten als Deutsche in Estland, wurden mit dem schwedischen Adelstitel „von Benckendorff“ geehrt, erhielten einen Grafentitel und zeichneten sich durch Geschick und Können am russischen Zarenhof aus. Sie stellten mehrere angesehene Bürgermeister, Ratsherren, Burggrafen in Riga, Generäle in der Kaiserlich Russischen Armee und prägten die Entwicklung im Baltikum entscheidend mit. Das estländische Geschlecht der von Benckendorff gehört noch heute zu den 179 lebenden estländischen Adelsfamilien.
Es gab und gibt weitere Familien gleichen oder ähnlichen Namens, so zum Beispiel Benkendorf, Benckendorf, von Benckendorff oder Von Beneckendorff und von Hindenburg. 

## Geschichte
Die Benckendorffs tragen ihren Namen ebenso wie die märkische Juristenfamilie des Martin Benckendorff nach dem Ort Benkendorf. Ihr Stammhaus lag in Salzwedel in der Altmark. Da die Stadt in Folge der Reformation (1517–1648) und der sich anschließenden kriegerischen Auseinandersetzungen wirtschaftlich ruiniert war, wurde sie von vielen Bürgern verlassen. Zu ihnen gehörte in der zweiten Hälfte des 16. Jahrhunderts, etwa um 1550–1590, auch Andreas Benckendorff, der sich als polnischer Kriegskommissar in Riga. niederließ.
Sein Sohn Johann I. Benckendorff wurde 1606 Ratsherr in Riga, dessen Enkel Johann III. Benckendorff war Bürgermeister und Abgesandter am Hof in Stockholm. Er wurde am 17. November 1674 in den schwedischen Adelsstand erhoben.
Johann IV. von Benckendorff war ebenfalls Bürgermeister und 1702 Gesandter für König Karl XII. in Warschau. Fürst Alexander Danilowitsch Menschikow empfahl ihn an Zar Peter d. Großen, und somit begleitete Johann IV. den Zaren nach Reval und Sankt Petersburg. 1712 wurde er vom Zaren zum Bürgermeister von Sankt Petersburg ernannt. Zum Abschluss seiner politischen Tätigkeiten war er Burggraf von Riga.
Sein Sohn Johann Michael von Benckendorff war Generalleutnant in der Kaiserlich Russischen Armee und Oberbefehlshaber von Reval. Er kaufte die Güter Aß-Schloss und Sternhof in Estland, wurde 1765 in die Livländische Ritterschaft und 1773 in die Estländische Ritterschaft aufgenommen.
Zwei Familienmitglieder wurden Ritterschaftshauptmänner: Paul Friedrich von Benckendorff auf Warrang von 1824 bis 1827, er war auch von 1833 bis 1841 Generalgouverneur von Estland, und sein Sohn Hermann von Benckendorff von 1851 bis 1854.
Johann Michaels Großsohn Alexander von Benckendorff war in Russland der mächtige Chef der Gendarmerie; er wurde am 8. November 1832 in den Grafenstand erhoben. Er kaufte 1827 Schloss Fall bei Keila-Joa in der Nähe von Reval und stiftete den Besitz für seine mit dem Fürsten Grigori Petrowitsch Wolkonski (1808–1882) verheiratete Tochter Maria. Der Grafentitel ging auf seinen Neffen Konstantin über, der 1856 russischer Gesandter am württembergischen Hof war.
Mit Konstantin gründete sich auch ein württembergischer Zweig der Familie. Die estnische Familie von Benckendorff besaß in Estland Aß, Sternhof, Schloss Fall, Merremois, Kechtel, Kappel, Warrang, Löwenwolde und Jendel. Darüber hinaus hatte sie in Russland große Landbesitze, die dem späteren russischen Zweig zufielen. 

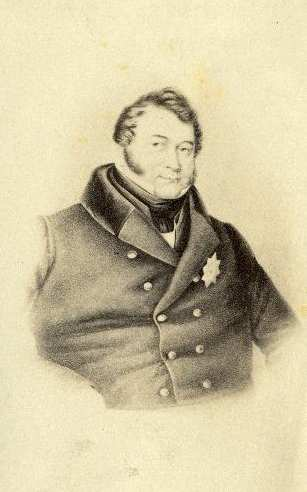
Paul von Benckendorff (1748–1841)
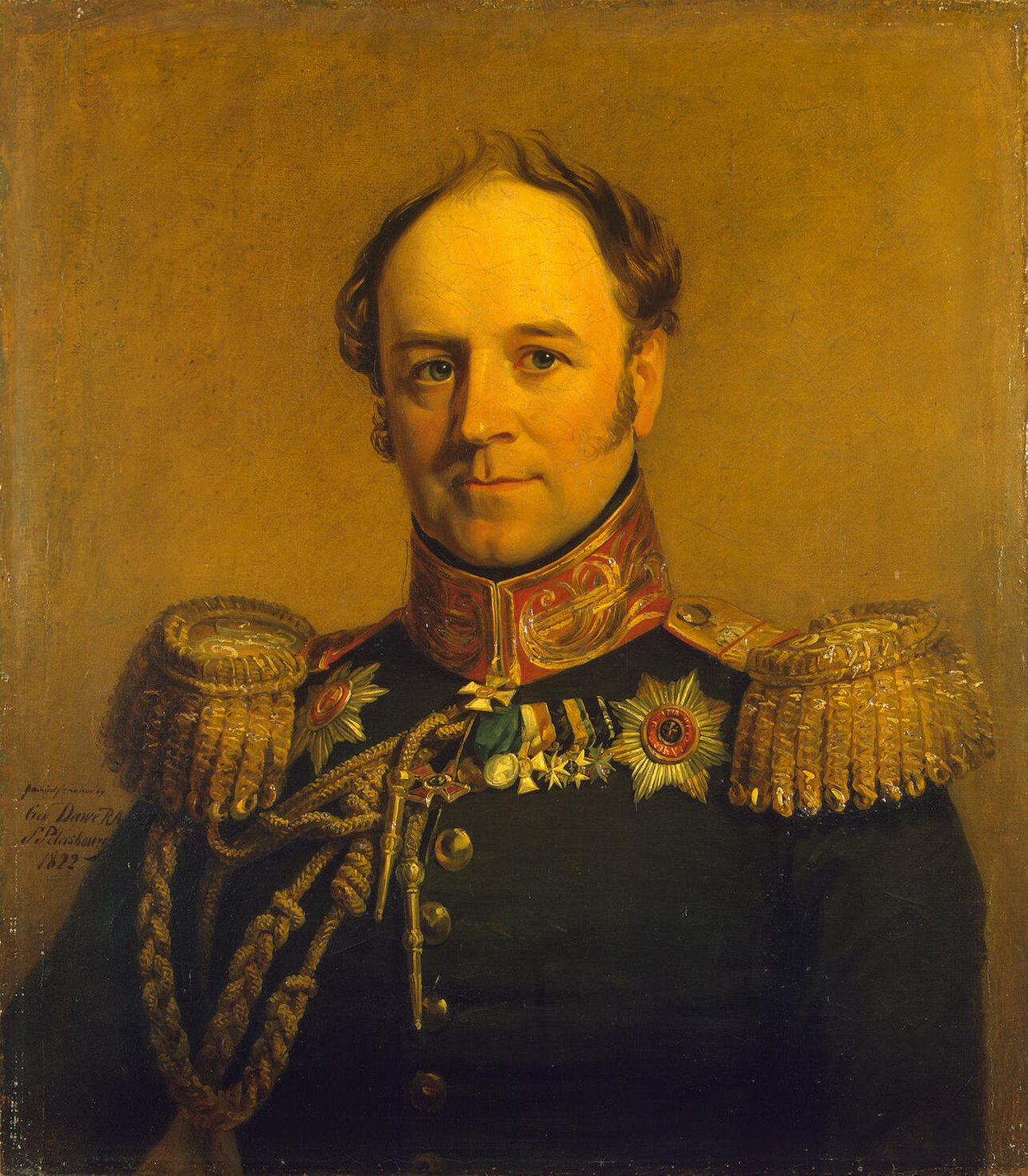
Alexander von Benckendorff (1781–1844)
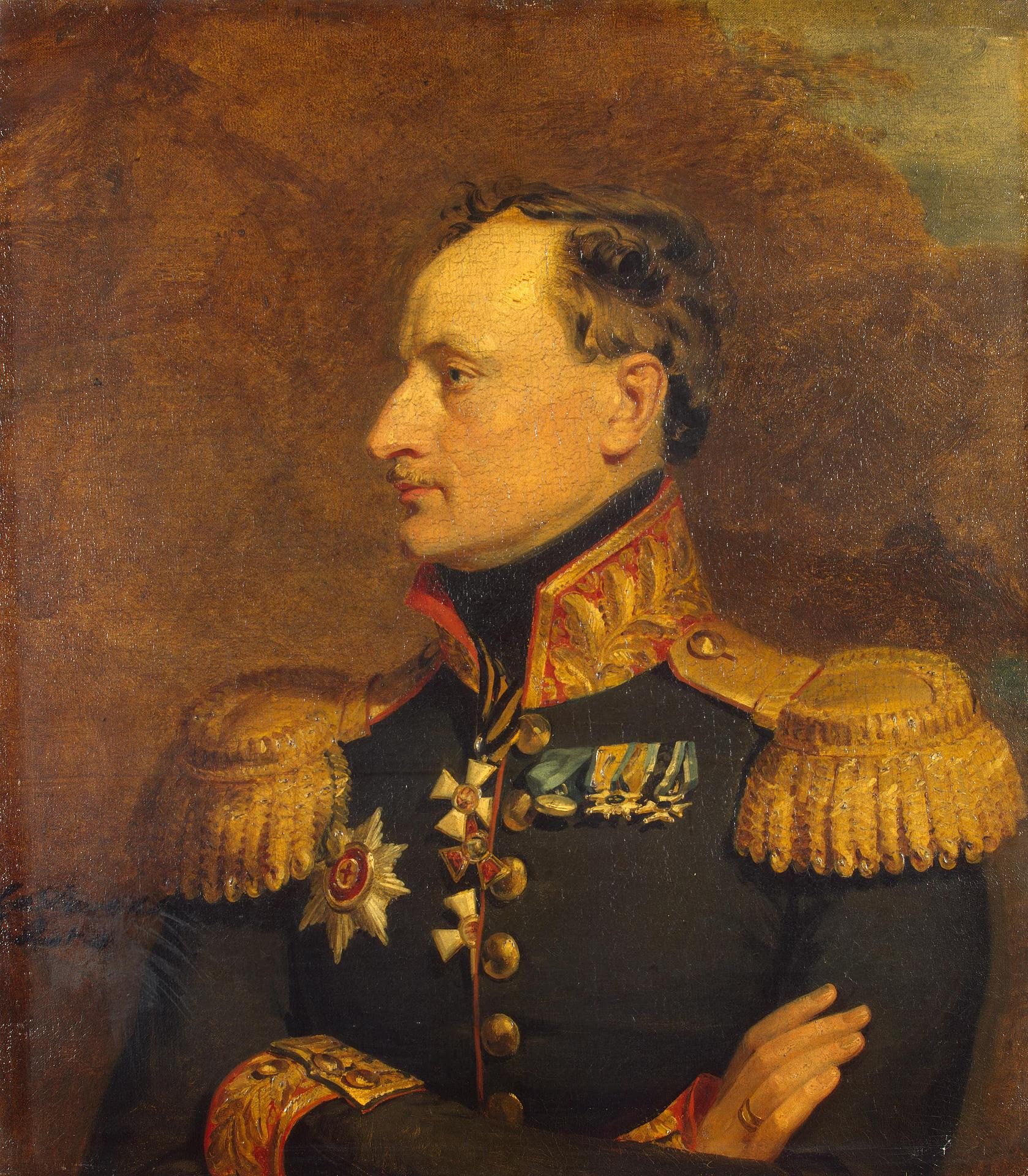
Konstantin von Benckendorff (1784–1828)
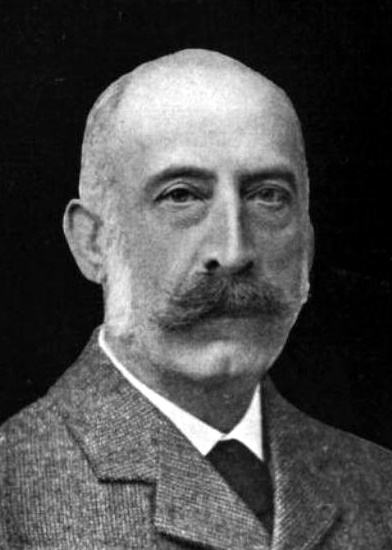
Alexander Konstantinowitsch von Benckendorff (1849–1917)

## Stammlinie
- Andreas Benckendorff * in Salzwedel zwischen 1450 und 1570, polnischer Kriegskommissar; verheiratet mit Maria Stopius * zwischen 1450 und 1570
  - Johann I. (Hans) Benckendorff * zwischen 1471 und 1591 in Riga; 1606 Ratsherr in Riga, 1610 Obergerichtsvogt in Riga, † 1615; verheiratet mit Ilseke Spenkhusen * zwischen 1478 und 1598 in Riga
    - Johann II. Benckendorff * zwischen 1561 und 1621 in Riga † 12. Juni 1636 in Riga, 1622 Ratsherr in Riga, 1625 Landvogt in Riga; verheiratet mit Anna Ida Ringenberg * zwischen 1561 und 1621
      - Johann III. von Benckendorff * 11. März 1626 in Riga † 27. Februar 1680 in Riga, 1656 und 1659 Ratsherr in Riga, 1669–1680 Bürgermeister von Riga, 1674 schwedischer Adelsstand; verheiratet mit Anna Rigemann * 1640 † 1710
        - Katharina (Catharina) von Benckendorff * um 1660 † 1710; verheiratet I. mit Christoph von Löwenstern und II. mit Paul Rigemann (Landrichter)
        - Johann IV. von Benckendorff * 1659 in Riga † 17. Juni 1727 in Riga, 1693 Ratsherr in Riga, 1710–1719 Bürgermeister von Riga, Burggraf von Riga; verheiratet I. mit Gesine Elisabeth von Buchhorst * 1655 in Gröningen im Harz † 29. Oktober 1693 in Riga und II. Klara von Schultzen * zwischen 1642 und 1702 † August 1731 in Moskau
          - Johann Michael Iwanowitsch von Benckendorff * 3. April 1720 in Riga, † 18. November 1775 in Reval, er ist der Stammvater der livländischen bzw. estnischen Adelsfamilie „von Benckendorff“. Er war verheiratet mit Sophie Elisabeth von Löwenstern (* 1724 † 1783 in St. Petersburg). Johann Michael war 1771 Generalleutnant und Oberbefehlshaber von Reval und erhielt 1773 das estländische Indigenat.

## Liste der Grafen von Benckendorff
Im Jahre 1882 wurde Konstantin Alexander Karl Wilhelm Christoph von Benckendorff in den russischen Grafenstand erhoben. Da Alexander keine eigenen Nachkommen hatte, ging die gräfliche Erbfolge an den Sohn seines Bruders Konstantin über; ihm folgten:
- Konstantin Alexander Karl Wilhelm Maximilian Graf von Benckendorff (* 22. Oktober 1816 in Berlin, † 29. Januar 1858 in Paris), verheiratet mit Louise Constantine Nathalie Johanne Prinzessin von Croÿ (* 2. Juni 1825 in Anholt, † 8. Januar 1890 in Meran)
  - Alexander Philipp Constantin Ludwig Graf von Benckendorff (* 20. Juli 1849 in Berlin, † 11. Januar 1917 in London), verheiratet mit Sophia Gräfin Shuvalova (* 16. Oktober 1857 in Sankt Petersburg, † 1. Juni 1928 in Ipswich)
    - Constantin Graf von Benckendorff (* 15. September 1880 in Karlsruhe, † 25. September 1959 in London), verheiratet mit der Harfenistin Maria Alexandrowna Korchinska (* 17. Februar 1895 in Moskau, † 17. April 1979 in London)
      - Nathalie Gräfin von Benckendorff (* 8. September 1923 in Moskau, † 16. September 2019 in London), verheiratet mit dem Kunsthistoriker Thomas Humphrey Brooke (* 31. Januar 1914 in Huddersfield, † 24. Dezember 1988)
        - Thomas Brooke
        - Sofie Brooke
        - Helen Brooke

      - Alexander Graf von Benckendorff (* 19. Juli 1925 in Ipswich), verheiratet mit Esther Norma Capadose (* 8. Juli 1924 in London, † 1981)
        - Constantine Graf von Benckendorff (* 30. August 1953 in London), verheiratet mit Lynne Ellen Leitmann
        - Alexander Graf von Benckendorff (* 11. September 1957 in Aberdeen)

    - Peter Graf von Benckendorff (* 13. Januar 1882 in St. Petersburg, † 27. Mai 1915), verheiratet mit Helene Dimitrievna Narychkina (* 8. Dezember 1879, † 25. Dezember 1965 in Paris), keine Nachkommen

  - Paul Leopold Johann Stephan Graf von Benckendorff (* 10. April 1853 in Berlin; † 28. Januar 1921 in Narva, Estland), verheiratet mit Marie Sergeijewna Dolgorouky (* 14. Dezember 1847 in St. Petersburg, † 25. September 1936 in Nizza), keine Nachkommen